# プティト・マルティニーク島
プティト・マルティニーク島（プティト・マルティニークとう、Petit Martinique）は、カリブ海のグレナダ領グレナディーン諸島にある島である。カリアク島から北東5Kmにあり、隣国セントビンセント・グレナディーン諸島を切り離す境界線に最も近い島であり、セントビンセント・グレナディーン諸島のユニオン島やプティ・セントビンセント島の近くにある。
島は起源の火山性の島で、円錐形を持ち、756mの山が島の最高峰である。
面積3.70km2の小さな島で、人口は約900人である。
漁業が盛んで島民はグレナダ本土やマルティニークなどに輸出している。ほか、観光も盛ん。